# Fibula Praenestina
Fibula Praenestina je sponka na kateri je vgraviran najstarejši ohranjeni napis v latinskem jeziku. Na njej je vgraviran napis:
transliteracija: MANIOS MED FHEFHAKED NVMASIOI
klasična latinščina: Manius me fecit Numerio
prevod: "Manij me naredil za Numerija"
Sponka je nastala v 7. stoletju pred Kristusom 